# 罗马炸饭团

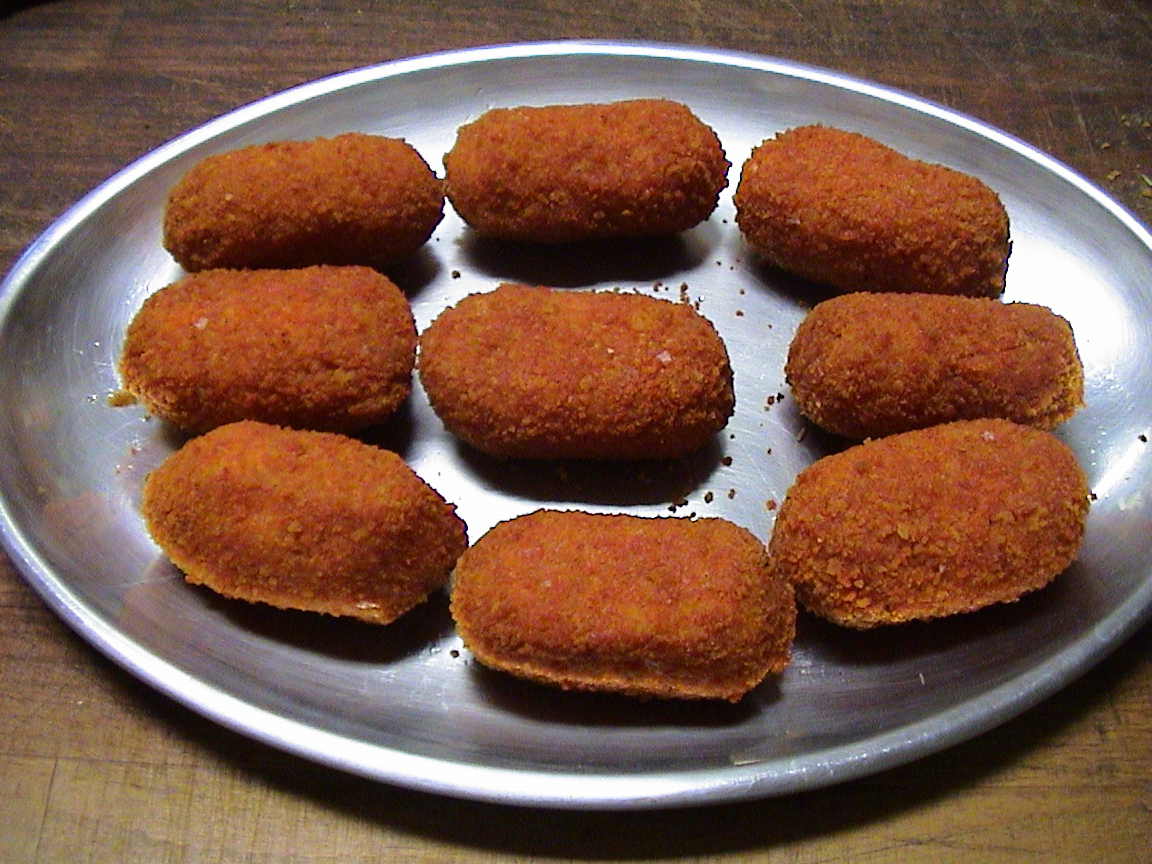
罗马炸饭团

炸饭团（義大利語：Supplì)是流行于意大利罗马的食物。通常裹面包屑深炸，中加有马苏里拉奶酪，掰开后奶酪拉丝像电话线，所以也称为电话炸饭团。
类似源于法国的可乐饼。